# Trachyneta extensa
Trachyneta extensa là một loài nhện trong họ Linyphiidae.
Loài này thuộc chi Trachyneta. Trachyneta extensa được Herman Theodor Holm miêu tả năm 1968.